# Kirchenruine Virgilienberg

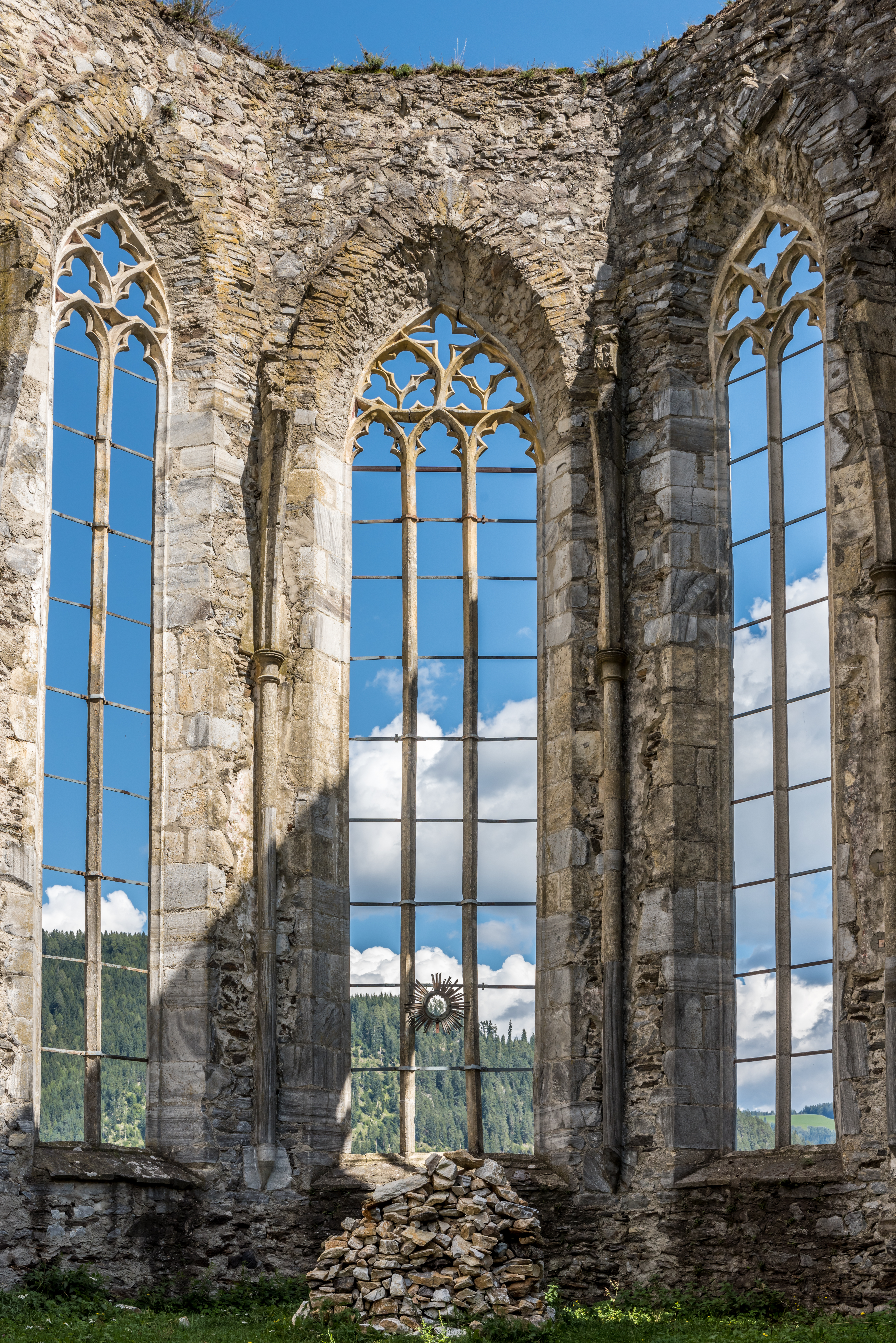
Überreste Maßwerkfenster in er Apsis der Kirchenruine Virgilienberg

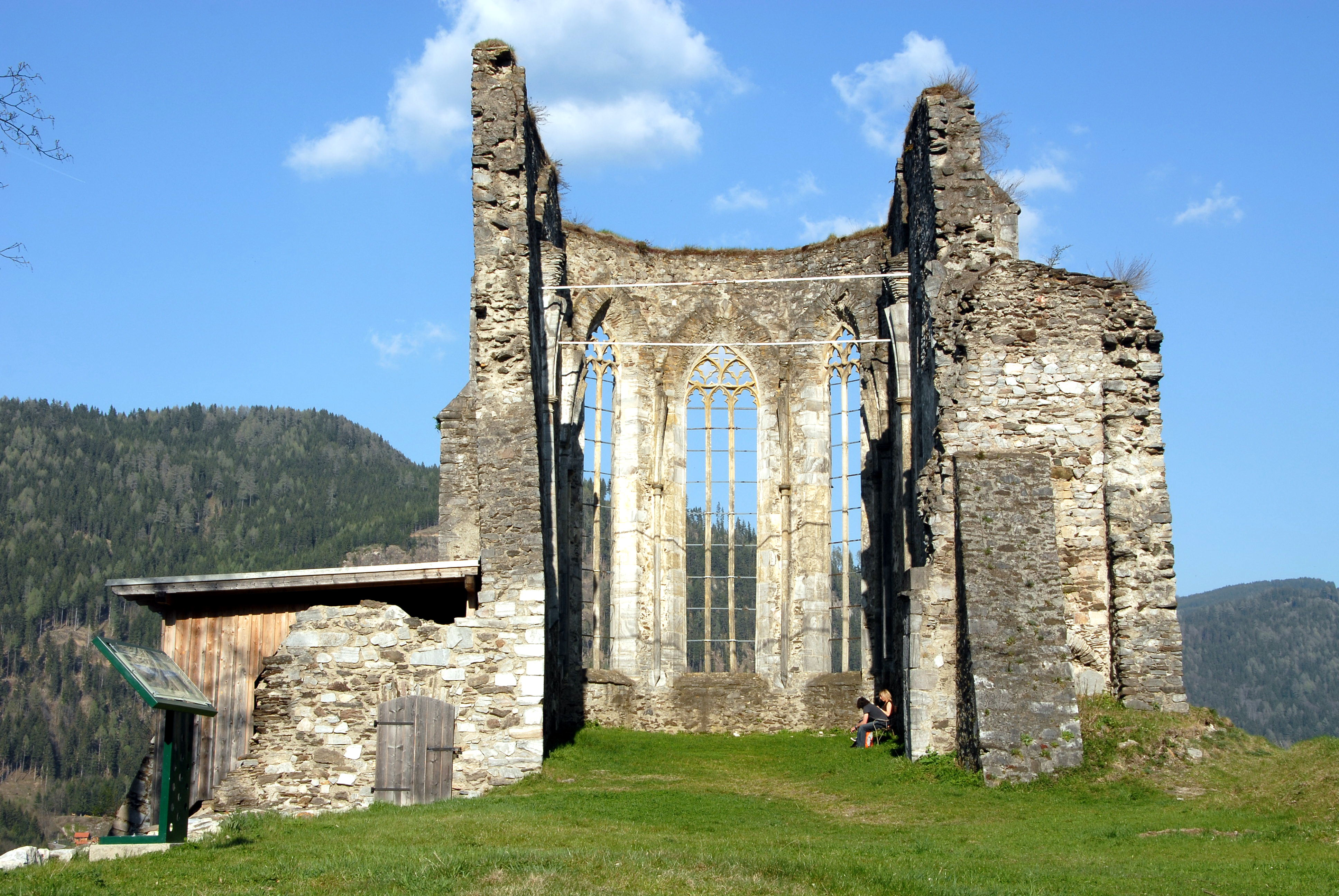
Kirchenruine Virgilienberg

Die Kirchenruine Virgilienberg ist auf einer Anhöhe im Süden der österreichischen Stadt Friesach zwischen der Deutschordenskirche und der Heiligenblutkirche gelegen. Sie war ehemals die befestigte Anlage einer Propstei mit Kirche.

## Geschichte
Da der Patron der Kirche der heilige Virgil war, kann sie nicht vor seiner Heiligsprechung 1233 geweiht worden sein. 1240 wird als ihr erster Propst Hartwig genannt. In der zweiten Hälfte des 13. Jahrhunderts gelangte das Vizedomamt in die Hände der Pröpste. Die Propstei war im Besitz einer Bibliothek von europäischem Rang.
Im Jahre 1309 wurde die Propstei zum ersten Mal ein Raub der Flammen. Die heute vorhandenen Mauern stammen vom Wiederaufbau der Kirche. 1606 wurde die Propstei aufgelassen. Nach einem neuerlichen Feuer 1752 wurde 1754 nur mehr der Chor der Kirche eingedeckt. 1786 erfolgte die Profanierung der Kirche. Der endgültige Verfall der Kirche begann nach dem letzten Brand 1816. Obwohl 1894 mit der Sicherung der Kirchenruine begonnen worden war, stürzte 1926 der Triumphbogen ein.

## Reste der Ruine
Neben spärlichen Resten des Propsteigebäudes im Süden der Kirche sind nur mehr die Mauern des ehemals dreijochigen Chores mit 5/8-Schluss erhalten. Die Mauern werden von zweifach gestuften Strebepfeilern gestützt. Die zwei- und dreiteiligen Maßwerkfenster sind noch relativ gut erhalten. Über figürlichen und ornamentalen Konsolen sind noch Runddienste vorhanden, die einst das Gewölbe stützten.